# Nỗi đau của chàng Werther
Nỗi đau của chàng Werther (tiếng Đức: Die Leiden des jungen Werthers) là tiểu thuyết thể thư tín của văn hào Johann Wolfgang von Goethe (28 tháng 8 năm 1749 – 22 tháng 3 năm 1832), nảy sinh trong phong trào "Bão táp và xung kích" (Sturm und Drang) ở Thời kỳ Khai sáng trong lịch sử Đức nửa cuối thế kỷ thứ 18.
Ra đời trong năm 1774 và được tái bản lần 2 vào năm 1787, Nỗi đau của chàng Werther miêu tả câu chuyện tình của chàng thanh niên Werther có tình cảm sâu sắc, thuần hậu và nhạy cảm với nàng Lohtéa. Chìm đắm trong những đam mê tình ái của bản thân, chàng đã sớm tự kết thúc đời mình bằng cái chết bi thảm và tuyệt vọng. Không chỉ được đánh giá là một trong hai tác phẩm mang ý nghĩa lớn nhất của nhà văn hào giai đoạn này, cùng với vở kịch Götz von Berlichingen ra đời năm 1771, cuốn tiểu thuyết này còn làm nên một kỳ tích văn học khi tuổi đời cũng như tuổi nghề của Goethe còn rất trẻ. Trong Lược sử văn học Đức xuất bản năm 1986 ở Đông Đức đã viết rằng, tiểu thuyết Nỗi đau của chàng Werther là tác phẩm đầu tiên của thế kỷ 18 tạo được một tiếng vang mạnh mẽ dội đến các nước xung quanh, nhất là trong phong trào lãng mạn tại Pháp, Ý và Anh Quốc. Sách 100 cuốn sách ảnh hưởng khắp thế giới thừa nhận rằng tác phẩm tiêu biểu của Goethe là vở kịch thơ Faust nhưng cái đem lại danh tiếng trên văn đàn thế giới cho Goethe lại là tiểu thuyết Nỗi đau của chàng Werther.

## Hoàn cảnh sáng tác
Nỗi đau của chàng Werther lấy quá trình yêu đương của chính bản thân Goethe và bi kịch tự sát của Giêrusalem, bạn ông, làm tài liệu thực tế. Tháng 8 năm 1771, sau khi giành học vị thạc sĩ (Lizenziat), Goethe trở về quê ở Frankfurt và được mời làm luật sư tòa án bồi thẩm của thành phố, nhưng ông không muốn làm việc này mà chỉ thích đọc sách, sáng tác, đi bộ, lưu luyến thiên nhiên. Là một thành viên của giai cấp thị dân, Goethe sớm nhận ra rằng tuy giai cấp này có thực lực kinh tế nhưng vẫn là người bên lề của quyền lực, do quyền lập pháp nằm trong tay quý tộc phong kiến. Những thanh niên thị dân đương thời đã không có bất cứ một hoạt động gì để khích lệ họ tham gia, nên họ đành phải sống tạm bợ trong sự nghèo nàn về đời sống tinh thần. Tình cảnh chán nản, bi quan, trong tầng lớp thanh niên trở nên phổ biến. Chính bản thân Goethe, trong xúc cảm yếm thế kéo dài, đã từng có ý tưởng tự sát. Ông treo một thanh gươm ngắn lên đầu giường và thường muốn dùng nó kết thúc cõi đời, nhưng cuối cùng đã thoát khỏi ý tưởng này.
Tháng 5 năm 1772 Goethe đến thực tập ở tòa án chống án tối cao của đế quốc La Mã Thần thánh (Reichskammergericht) ở Wetzlar. Trong buổi vũ hội ông đã gặp cô gái Charlotte Buff, một cô gái có đôi mắt màu xanh lam, và trúng tiếng sét ái tình từ cô này, nhưng Buff đã đính hôn với một viên quan ngoại giao trẻ tuổi là Kesner. Mặc dù vậy, Goethe vẫn thường đến nhà Buff và chỉ mãi về sau, khi Michel bạn ông đến kịp mới có thể gỡ Goethe ra khỏi lưới tình. Tháng 9 cùng năm, Goethe lại yêu một cô gái mắt đen mang tên Macximilianni.
Giêrusalem, bạn của Goethe yêu đơn phương vợ một người đồng sự của mình và người đồng sự đã hạ lệnh đuổi anh ra khỏi nhà. Bị hạ nhục, Giêrusalem mượn khẩu súng lục của Kesner để tự sát, và sự kiện đã gây nên chấn động dư luận một thời. Khi Goethe trở lại Frankfurt biết tin bạn mất, đã bắt tay vào sưu tầm tài liệu liên quan.
Vào đầu năm 1774, Macximilianni đến Frankfurt và được mẹ đứng ra gả cho một thương nhân giàu có vùng đó, nhưng nàng và Goethe vẫn bí mật qua lại với nhau như thuở ban đầu. Chỉ ít lâu sau khi phát giác sự vụ, nhà phú thương kia đã từ chối không cho Goethe bén mảng tới nhà. Vào lúc đó Goethe chợt lý giải được lý do tại sao Giêrusalem biến ý tưởng tự sát thành hành động tự sát. Ông đã đóng cửa không tiếp khách, trong vòng 4 tuần hoàn thành sáng tác Nỗi đau của chàng Werther.

## Kết cấu
Nỗi đau của chàng Werther bao gồm 2 tập và một phần phụ. Tập 1 và tập 2 của tác phẩm kết cấu từ các thư tín mà nhân vật chính, Werther, gửi cho bạn mình là Wilhelm và những người khác, cũng là lời tự thuật và tự phân tích tâm lý của nhân vật chính. Phần sau cùng, Người biên tập gửi bạn đọc, trình bày kết cục của Werther với hình thức trần thuật từ người thứ ba kể lại câu chuyện.

## Nội dung
Werther là một chàng thanh niên Đức, con em thị dân, sinh ra trong bối cảnh xã hội có nhiều rối ren. Chàng chán ngấy cái xã hội đang sống và cảm thấy muốn cứu lấy mình là phải xâm nhập vào thiên nhiên, đi vào đời sống của nhân dân lao động, của nông dân xung quanh. Sau khi tốt nghiệp đại học, chàng không chịu tìm việc làm mà bỏ đến một nơi khác. Trong bức thư đầu gửi người bạn Winhelm, chàng đã thổ lộ sự chán ngán cuộc sống, và phát hiện ra một thị trấn nhỏ có phong cảnh rất đẹp là Warheimu. Tại đây, chàng say đắm trong thiên nhiên, yêu quý trẻ em và quan hệ với tầng lớp dưới. Trong một buổi vũ hội, chàng gặp Lothéa, một cô gái xinh đẹp và thuần khiết con gái lớn của viên quan tư pháp thủ hạ vị hầu tước vùng đó, và trúng tiếng sét ái tình. Tuy nhiên, dù Lothéa cũng yêu Werther nhưng không thể đến với chàng trọn vẹn vì cô đã hứa hôn với Albert, một con người có tri thức, trọng lý tính, trung thành với nghĩa vụ và cương vị công tác. Ba con người này rơi vào tình cảm tay ba tế nhị và phức tạp, đặc biệt khi Werther phó mặc bản thân cho sự xúi giục của tình cảm và gắn bó với Lothéa như hình với bóng. Cuối cùng, Werther đã tìm cách thoát ra, cố gắng rời Lothéa và tìm hạnh phúc trong công việc ở công sở. Trước lúc đó chàng đã có một cuộc tranh luận về vấn đề tự sát với Albert. Dù đó là hành vi mà Cơ Đốc giáo ngăn cấm, và Albert phản đối, nhưng Werther ra sức biện minh rằng người tự sát không phải là hèn yếu mà họ giống như người mang căn bệnh bất trị, không tự sát không được.
Werther ra làm thư ký công sứ, bộc lộ năng lực và triển vọng muốn thay đổi thói xấu, sự quan liêu của tầng lớp nha môn, nhưng chàng lại chịu sự áp chế của viên công sứ, một dạng quan liêu điển hình của Đức đương thời. Cũng trong thời gian này Werther yêu cô tiểu thư quý tộc Feng. B nhưng lại bị cô này gây khó dễ. Sau đó, tại nhà một bá tước khá tiến bộ, người rất ái mộ Werther, đúng lúc các quý tộc đang tụ hội thì Werther lại bị mời ra khỏi nhà một cách bất lịch sự và chàng cảm thấy bị hạ nhục ghê gớm. Sự hợm hĩnh, khinh người, kỳ thị của đám quý tộc khiến chàng căm giận đến cùng cực và đã phải thốt lên: Ôi! Đã bao lần tôi với tay cầm dao, muốn chấm dứt sự ngột ngạt dồn nén trái tim tôi. Người ta nói có một loài ngựa quý, khi bị săn đuổi đến đường cùng thì lồng lên giận dữ, và theo bản năng, nó tự cắn vào động mạch của mình để được dễ thở hơn. Tôi cũng thường thấy như vậy, tôi muốn cắt đứt động mạch của tôi để đạt tới tự do đời đời!.
Những bất lợi liên tiếp thúc đẩy chàng từ chức, rời bỏ nhiệm sở. Chàng theo một hầu tước thích nghệ thuật đến vùng trang viên sống tạm, nhưng lại phát hiện ra hầu tước này không hiểu gì về nghệ thuật. Chàng nảy ra ý định tòng quân thì vị hầu tước này lại ngăn cản, nên cuối cùng đành mượn cớ để đến thành phố mà Lothéa cư trú sau khi kết hôn. Tại đây, khi mọi lối thoát trong xã hội bị cắt đứt, Werther chỉ còn lưu luyến với Lothéa và nhìn thấy ở nàng như một điểm tựa bình yên cho cuộc sống. Nhưng bên một người phụ nữ đã có chồng chàng đành phải dấu kín tình yêu tận đáy lòng. Chàng vừa không thể sống thoải mái trong xã hội mà chàng hết sức căm ghét, đồng thời chàng cũng không thể nào chiếm được Lothéa trong vòng ràng buộc của Albert, thậm chí còn làm cho tình cảm vợ chồng của Lothéa và Albert bị sứt mẻ nặng nề.
Cũng trong những ngày này đã xảy ra ba sự việc làm giọt nước cuối cùng tràn ly. Sự việc thứ nhất là Werther quen một người thanh niên làm thuê, anh ta đang yêu say đắm nữ chủ nhân của anh ta, vốn là một quả phụ, vì sự phản đối của anh trai quả phụ mà anh thanh niên làm thuê bị đuổi việc. Khi biết tin người quả phụ muốn đi bước nữa, cưới một người làm thuê khác, anh ta đã giết người đến sau đó. Trước mặt quan tư pháp, cha của Lothéa, Werther biện hộ cho người làm thuê phạm tội mưu sát nhưng bất thành. Sự việc tiếp theo là khi Werther gặp một thanh niên bị điên, nguyên là người văn thư của quan tư pháp và đã thầm yêu Lothéa nhưng tình yêu đơn phương không được đền đáp khiến anh rối loạn tâm thần. Cảnh ngộ và kết cục bế tắc của hai người thanh niên nói trên khiến Werther nhìn ra hoàn cảnh của mình. Werther hy vọng mình phát điên để không bị giày vò nội cảm, nhưng tỉnh vẫn hoàn tỉnh. Chàng cũng muốn làm như người thanh niên làm thuê nói trên, cùng Albert đi đến chỗ chết, nhưng lại sợ như vậy sẽ làm phương hại đến Lothéa. Sự việc cuối cùng là lời cầu khẩn của chính Lothéa, mong muốn Werther giữ khoảng cách với nàng để nàng và chồng dịu đi căng thẳng. Lời thỉnh cầu khiến Werther ý thức được rằng chỗ lánh nạn cuối cùng của chàng đã không còn nữa.
Để giải quyết mâu thuẫn và xung đột nội tâm, Werther đã vi phạm lời hẹn ước, tìm gặp Lothéa một lần cuối, ngâm cho nàng nghe một bài ca và trong lúc xúc động đã ôm lấy Lothéa mà hôn. Sau đó, chàng lấy cớ sẽ đi du lịch và cần súng. Được mượn khẩu súng của Albert, chàng đã tự kết liễu đời mình. Trên bàn làm việc của chàng còn để lại vở kịch của Lessing Emilia Galotti, cái mà có thể biện hộ, bào chữa về mặt đạo đức cho chàng. Đó là kết cục của nỗi "nhức nhối thế gian" khởi nguồn từ sự bất dung hòa của tư tưởng và thực tại, là tiếng lòng nức nở chua xót của những thế hệ thanh niên không những ở trong nước Đức mà cả ở những nước khác trên thế giới, đồng thời là vấn đề thời sự của lớp người trẻ tuổi.

## Đặc điểm nghệ thuật
Nghệ thuật trong tiểu thuyết Nỗi đau của chàng Werther bộc lộ qua hình thức kết cấu độc đáo, nghệ thuật sử dụng ngôn từ điêu luyện và khả năng phát hiện thế giới nội tâm của nhân vật. Kết cấu tác phẩm theo trình tự những bức thư tâm tình, thư tự sự và thư ký sự, kết hợp với bút pháp miêu tả thiên nhiên cực kỳ linh hoạt là điều kiện để nhân vật tự bộc lộ mình rõ rất trong những nỗi niềm riềng tư sâu kín nhất.
Ở một phương diện nhất định, tuy tác phẩm có những ảnh hưởng nhất định từ cuốn Nàng Héloïse mới của Rousseau, nhưng Nỗi đau của chàng Werther vẫn bắt nguồn từ chính hiện thực của giai cấp tư sản Đức. Mặt khác, bằng cách để nhân vật chính đắm mình trong thiên nhiên mà yêu đương, xúc cảm, Goethe đã khéo léo diễn tả mặt tinh tế trong tình cảm của nhân vật, đồng thời tránh được lối hùng biện, triết lý thường thấy trong tác phẩm của Rousseau.
Về mặt ngôn từ nghệ thuật, Nỗi đau của chàng Werther sử dụng ngôn ngữ văn xuôi đầy chất thơ, giàu hình ảnh và hết sức trong sáng.

## Hậu truyện
Cuốn tiểu thuyết Nỗi đau của chàng Werther vừa ra đời đã gây nên tiếng vang chấn động trên văn đàn cũng như trong lòng xã hội Đức. Thanh niên tranh nhau đọc và những tình tiết của truyện khiến các cô gái bưng mặt khóc còn các chàng trai thì đồng tình thương xót. Tác phẩm có tác dụng làm vợi đi nỗi u uất, khiến cho thanh niên Đức đương thời như trút bỏ được sự sầu khổ tích tụ trong lòng.
Goethe khi lấy tên Nỗi đau của chàng Werther là sử dụng từ đồng nghĩa với khái niệm Nỗi đau của Kitô mà Kinh Thánh nói tới. Tuy vậy, trong khi Kitô giáo luôn tuyên truyền rằng cuộc sống con người nơi trần thế là bể khổ, có khổ mấy cũng phải sống chịu khổ để linh hồn được lên thiên đàng; thì Goethe lại nói cuộc sống tràn đầy nỗi khổ, nếu chịu khổ đến độ không thể tìm được lối thoát thì tự sát.
Tuy tư tưởng chủ đạo của Goethe là vậy, tình yêu cũng như cái chết của nhân vật Werther trong tác phẩm vẫn gây nên nhiều tranh cãi. Nhiều người cho rằng Werther chết vì tình là không đáng, thậm chí có vị Mục sư chỉ trích rằng cuốn tiểu thuyết đã tô điểm cho sự thông gian và sự tự sát hòng đào sạch toàn bộ gốc rễ của đạo đức. Nhà văn hào Gotthold Ephraim Lessing phê phán rằng nhân vật Werther không có được sự kiềm chế cần thiết của con người. Những phê bình và tranh luận nhiều chiều đã đẩy đến cao trào khi tác giả Friedrich Nicolai, theo tư tưởng triết học Khai sáng đương thời, đã phóng tác một tác phẩm mang tên Niềm vui của cậu bé Werther, viết rằng viên đạn trong khẩu súng của Werther thực chất đã bị đổi thành lông gà và máu gà, dẫn đến kế hoạch tự sát của chàng bất thành và cuối cùng Werther với Lothéa lại trở nên thân thuộc. Goethe "phản pháo" bằng một bài thơ châm biếm nhan đề Nicolai trên mộ Werther, nói rằng dù Werther chưa chết nhưng cũng bị máu gà làm mù hai mắt, không nhìn thấy được người yêu và cũng chăng nhìn ra hiện thực, vì vậy không thể có hạnh phúc.

## Ảnh hưởng
Trong suốt hai trăm năm sau khi tác phẩm này ra đời, hội chứng tự sát bắt chước nhân vật trong truyện diễn ra trong giới thanh niên - một hiện tượng gọi là "Hiệu ứng Werther". Cuốn tiểu thuyết này gây "ấn tượng vĩ đại, và thực chất là bao la", theo lời bàn của chính nhà thi hào Goethe. Dưới chiêu bài tác phẩm đi ngược lại tiêu chuẩn đạo đức đương thời, thành phố Leipzig ngay lập tức ra lệnh cấm bán và cứ phát hiện ai cầm cuốn sách trong tay sẽ bị phạt tiền nặng. Copenhagen, sau đó, cũng hạ lệnh cấm. Tại Milano, cuốn sách bị tịch thu và thiêu hủy. Tuy vậy, Nỗi đau của chàng Werther vẫn tiếp tục được in liên tục tại Đức và kể từ lần xuất bản đầu tiên, tới nay tác phẩm đã trải qua 16 lần tái bản chưa tính các bản in trộm, in lậu. Cuốn sách cũng được dịch ra trên 20 thứ tiếng khác như Anh, Pháp, Ý và riêng bản tiếng Pháp đã có nhiều bản dịch của nhiều dịch giả khác nhau.
Không những thế, bộ trang phục của Werther mà Goethe miêu tả rất chi tiết (áo đuôi tôm xanh, nhiều khuy áo, áo gi lê vàng, những khóa nòng vàng, giày ống gập nâu, mũ phớt, v.v...) trở thành áo quần thời thượng của quý ông trong 1/4 cuối thế kỷ 18, còn gọi là "bộ đồ của Werther". Napoleon rất yêu thích Nỗi đau của chàng Werther, khi viễn chinh Ai Cập ông đã mang theo cuốn sách này bên mình và đã đọc tác phẩm đến 7 lần, thậm chí đã nhiều lần nghiên cứu, bình luận về nó. Tháng 10 năm 1808 Hoàng đế Napoleon đã triệu kiến Goethe ở Airowjurt, và trong cuộc tương đàm này, sau khi lật giở cuốn tiểu thuyết để tìm, Napoleon chỉ vào một chỗ đã đánh dấu và hỏi: Tại sao ngài viết thế này? Chỗ này tỏ ra không hợp với tự nhiên. Việc gì anh ta phải giải thích dài dòng và chính xác như vậy?. Goethe nghe Napoleon với nét mặt rất chăm chú và trả lời với một nụ cười đầy thú vị: Thực ra tôi cũng không biết là tôi đã làm một điều để người khác trách cứ, nhưng tôi cảm thấy điều đó hoàn toàn đúng, và thực ra thì chỗ này cũng có thể là không được thật lắm.
Câu chuyện tình yêu giữa chàng Werther và nàng Lothéa cũng truyền đến Trung Hoa từ mạt kỳ nhà Thanh và đã từng có đồ gốm sứ Trung Hoa bấy giờ vẽ chân dung của đôi trai gái này. Năm 1922, Quách Mạt Nhược đã dịch tiểu thuyết này ra tiếng Trung, đồng thời ông cũng viết cuốn Ba bộ khúc tình cảm phóng tác và chịu ảnh hưởng từ tác phẩm này.
Ở Việt Nam, căn cứ trên hoàn cảnh xã hội sinh thành và nội dung chủ đạo của tác phẩm, có nhà nghiên cứu văn học của Viện Văn học, đã đặt dấu hỏi về sự ảnh hưởng nhất định từ Nỗi đau của chàng Werther đến tác phẩm Tố Tâm của Song An Hoàng Ngọc Phách.

## Bản dịch tiếng Việt
Nỗi đau của chàng Werther được Quang Chiến dịch ra tiếng Việt với tựa đề Nỗi đau của chàng Vecte, GS. Hoàng Trinh viết lời giới thiệu. Nhà xuất bản Văn học in lần đầu năm 1982, 198 trang, khổ 19 cm.
Một tên khác là "Tình sầu của chàng Werther" được Chơn Hạnh dịch và được nhà xuất bản Ca Dao xuất bản lần 1 ngày 29/3/1969.